# Bataille de Césarée
Guerres byzantino-seldjoukides
Batailles
- Kapetrou
- 1re Manzikert
- Césarée
- Iconium
- 2e Manzikert
- Campagnes seldjoukides en mer Égée
- 2e Nicée
- 3e Nicée (en)
- Philomélion
- Campagnes de Jean II Comnène
- Laodicée
- Shaizar
- Myriokephalon
- Hyelion et Leimocheir
- Cotyaeum
- Trébizonde
- Antalya
- Antioche du Méandre

La bataille de Césarée oppose l'empire byzantin aux Seldjoukides en 1067. Elle fait partie de la vague d'invasion turque depuis l'est de l'Asie Mineure.

## L’avance seldjoukide
Depuis le milieu du XIe siècle, les Turcs seldjoukides ont quitté leurs terres d'Asie centrale. Ils se mirent à progresser dans le Moyen-Orient où la résistance fut faible. À cette époque, les factions arabes étaient trop affaiblies pour résister à ce nouvel envahisseur. Ainsi, vers le milieu du XIe siècle, le califat Abbasside est renversé par les Turcs. Cette expansion finit par mener les Seldjoukides en Arménie et de fait aux portes de l'Empire byzantin.

## La bataille
Depuis le règne de Basile II, l'empire byzantin a considérablement augmenté sa puissance militaire et peut, grâce à ses différentes provinces, lever de vastes armées. Malgré cette force, ils ne sont pas préparés aux raids turcs et ne peuvent les empêcher de capturer la ville de Césarée de Cappadoce ainsi que la province arménienne. 
L'empereur Romain Diogène décide alors de lancer une contre-attaque pour récupérer les territoires perdus. Il finit par rencontrer Alp Arslan en 1071 à Mantzikert et lors de la bataille, il est capturé par les Turcs. Cependant, pour éviter d'être débordés, les Turcs bien avant la bataille de Manzikert avaient décidé d'abandonner la cité de Césarée, permettant aux Byzantins de la récupérer.

## Conséquence
Cette bataille montra aux Byzantins le danger que peut représenter ce nouvel adversaire. Bientôt, les Turcs s'installent durablement sur les anciennes terres asiatiques de l'empire byzantin et ils reprennent Césarée quelque temps après la bataille de Manzikert.